# Sankt Nikolai im Sölktal
Sankt Nikolai im Sölktal est une ancienne commune autrichienne du district de Liezen en Styrie.